# Bruce Roberts
Bruce A. Roberts (* 1950) ist ein US-amerikanischer Singer-Songwriter, der seit den späten 1960er Jahren für zahllose Künstler Hits und Lieder schrieb. Zu seinen größten Erfolgen zählen die Disco-Songs The Main Event/Fight für Barbra Streisand und No More Tears (Enough Is Enough), einem Duett von Streisand mit Donna Summer, das Ende 1979 zwei Wochen auf Platz eins der USA stand.

## Leben
Roberts’ erster Erfolg als Songschreiber entstand 1969 für die Country-Sängerin Billie Jo Spears, die mit He's Got More Love in His Little Finger ihren Einstand in den US-Country-Charts gab. Sein erster Top-10-Erfolg war 1977 You’re Moving out Today für Carole Bayer Sager, mit der in der Zukunft noch öfter zusammenarbeiten sollte. Als Co-Autorin war auch Bette Midler an diesem Lied beteiligt, die wiederum einen kleinen Hit damit in den USA hatte.
Stilistisch stellte sich Roberts in den folgenden Jahrzehnten breit auf. Er schrieb Hits für Pop-, Soul-, R&B-, Rock- oder Country-Künstler und passte sich den jeweiligen Moden an, zum Beispiel als sich Mitte der 1970er Jahre die Disco-Musik durchsetzte. Für seine Leistungen erhielt Roberts zwei Golden-Globe-Nominierungen. Obwohl Roberts hauptsächlich in den USA Erfolge feierte, gelangen ihm auch einige internationale Hits. Im deutschsprachigen Raum war besonders der Top-10-Hit Flames of Paradise, ein Duett von Elton John und Jennifer Rush erfolgreich.
Roberts bemühte sich vergeblich auch als Interpret Anerkennung zu erhalten. Seine beiden Alben für Elektra erzielten keine hohen Verkaufszahlen und nach einer 15-jährigen Pause auf dem Plattenmarkt sorgte auch das Album Intimacy auf Atlantic nur für bescheidene Schlagzeilen. Etliche der auf diesen Alben enthaltenen Lieder wurden aber von anderen Künstlern, teils sehr erfolgreich, aufgenommen. So wurde sein einziger Hit in den US-Dance-Charts When the Money's Gone (1995, mit Background-Gesang von Elton John) nur wenige Jahre später auf Chers Album Believe veröffentlicht.
Zu seinen bislang letzten größeren Erfolgen zählen die beiden Dance-Hits I Got Your Love (2005) und To Paris with Love (2010), die er beide für und mit Donna Summer schrieb.

## Diskografie

### Album
- 1977: Bruce Roberts (Elektra)
- 1980: Cool Fool (Elektra)
- 1995: Intimacy (Atlantic)